# Prosciurillus
Prosciurillus là một chi động vật có vú trong họ Sóc, bộ Gặm nhấm. Chi này được Ellerman miêu tả năm 1947. Loài điển hình của chi này là Sciurus murinus Müller and Schlegel, 1844.

## Các loài
Chi này gồm các loài:
- Prosciurillus abstrusus
- Prosciurillus leucomus
- Prosciurillus murinus
- Prosciurillus rosenbergii
- Prosciurillus weberi